# Карпов, Иван Петрович
Иван Петрович Карпов (1913—1944) — Гвардии сержант Рабоче-крестьянской Красной Армии, участник Великой Отечественной войны, Герой Советского Союза (1944).

## Биография
Иван Карпов родился в 1913 году в селе Елховка (ныне — Тоцкий район Оренбургской области). После окончания шести классов школы работал в колхозе, затем слесарем на заводе. В апреле 1941 года Карпов был призван на службу в Рабоче-крестьянскую Красную Армию. С 1942 года — на фронтах Великой Отечественной войны. Принимал участие в боях на Западном, Сталинградском, 3-м Украинском фронтах. Участвовал в боях под Сталинградом и освобождении Украинской ССР. К апрелю 1944 года гвардии сержант Иван Карпов командовал пулемётным расчётом 60-го гвардейского стрелкового полка 20-й гвардейской стрелковой дивизии 37-й армии 3-го Украинского фронта. Отличился во время форсирования Днестра.
В апреле 1944 года Карпов одним из первых переправился через Днестр в районе населённого пункта Слободзея (ныне — город в составе Приднестровской Молдавской Республики). За первый день боёв на плацдарме он лично подавил огонь 5 вражеских пулемётов и уничтожил более 30 солдат и офицеров противника. 13 апреля у деревни Копанка Каушанского района Молдавской ССР Карпов уничтожил 36 немецких солдат и 1 офицера. В одном из последующих боёв он погиб.
Указом Президиума Верховного Совета СССР от 13 сентября 1944 года за «образцовое выполнение боевых заданий командования на фронте борьбы с немецкими захватчиками и проявленные при этом мужество и героизм» гвардии сержант Иван Карпов посмертно был удостоен высокого звания Героя Советского Союза. Также посмертно был награждён орденом Ленина.